# Lecanora perconfusa
Lecanora perconfusa är en lavart som beskrevs av Printzen. Lecanora perconfusa ingår i släktet Lecanora och familjen Lecanoraceae.   Inga underarter finns listade i Catalogue of Life.